# Ульяновский (Алтайский край)
Улья́новский — посёлок в Топчихинском районе Алтайского края России. Входит в состав Парфёновского сельсовета.

## География
Посёлок находится в верховье ручья Волчиха, на расстоянии 20 км к западу от села Топчиха, административного центра района.

## Население
| 1997 | 1998 | 1999 | 2000 | 2001 | 2002 | 2003 |
| ---- | ---- | ---- | ---- | ---- | ---- | ---- |
| 258  | ↗261 | ↗291 | ↘281 | ↘255 | ↘239 | ↗240 |
| 2004 | 2005 | 2006 | 2007 | 2008 | 2009 | 2010 |
| ↗241 | ↘233 | ↘223 | ↗226 | ↘221 | ↘199 | ↘173 |
| 2011 | 2012 | 2013 |      |      |      |      |
| →173 | ↘156 | ↘148 |      |      |      |      |

### Национальный состав
Согласно результатам переписи 2002 года, в национальной структуре населения русские составляли 97 %.